# 배롱나무
배롱나무(영어: Lagerstroemia indica)는 부처꽃과에 속하는 낙엽소교목이다. 꽃이 한 번에 피고 지는 것이 아니고 여러 날에 걸쳐 번갈아 피고 져서 오랫동안 펴 있는 것처럼 보여 백일홍나무(百日紅나무) 또는 목백일홍이라고도 부른다. 백일홍의 소리가 변해서 배롱으로 되었다고 추정한다. 백일홍(Zinnia elegans, Xinnia violacea)이라는 국화과의 한해살이풀도 있으니 주의해야 한다. 원산지는 중국 남부이고, 대한민국, 일본, 오스트레일리아등지에 약 30여 종이 분포하고 있다. 줄기를 간지럽히면 간지러운듯 가지가 흔들어진다. 그래서 간지럼 나무라고도 한다.

## 생태
길이는 3~5m, 줄기는 매끄럽고, 담갈색을 띤다. 어린 가지에는 잔털이 난다. 잎은 마주 나고, 길둥글며 잎자루는 거의 없다. 여름부터 가을에 걸쳐 붉은 꽃이 원추 꽃차례로 가지 끝에 모여 핀다. 꽃잎은 6개이다. 수술은 30~40개인데, 그 중 가장자리 6개는 나머지 것에 비해 길이가 길다. 암술대는 1개로 길게 밖으로 나와 있다. 꽃은 붉은색이고 열매는 10월에 익는다. 배롱나무의 한자 이름은 백일홍(百日紅)인데, 이것은 꽃이 오랫동안 피어 있는 데서, 혹은 개화기간이 100일 정도라는 의미에서 유래된 이름이다. 열매는 삭과로 길고 둥글며 털이 있고 이듬해 가을에 익는다. 품종에 따라 흰 꽃, 자줏빛 꽃이 있다.

## 쓰임새
씨로 기름을 짜고 재목은 도구재, 세공물로 쓴다.

## 분류
배롱나무의 다른 이름에는 목백일홍, 양반나무, 간질나무, 간지럼나무 등 여러 가지가 있다. 최근에는 원예학회에서 배롱나무를 백일홍이라 하고 초화인 백일홍을 백일초로 정리하였다. 양반나무는 이 나무가 중부 이북 지방에서는 월동이 어려울 정도로 추위에 약한데 그로 인해 봄에 싹도 늦게 나오는 데서 유래된 것이다. 간질나무나 간지럼나무는 간지럼을 잘 타는 나무라는 뜻으로, 이 나무의 줄기에 손톱으로 긁으면 간지럼을 타는 듯 나무 전체가 움직이는 것처럼 느껴진다고 해서 붙여진 것이다. 제주도에서는 ‘저금타는낭’이라고 부르는데 이 역시 간지럼 타는 나무라는 뜻이다. 일본에서는 줄기가 원숭이도 미끄러워 떨어질 만큼 매끄럽다고 해서 지어진 이름이다. 또 일본에서는 게으름뱅이나무라고 부르기도 한다.

## 사진

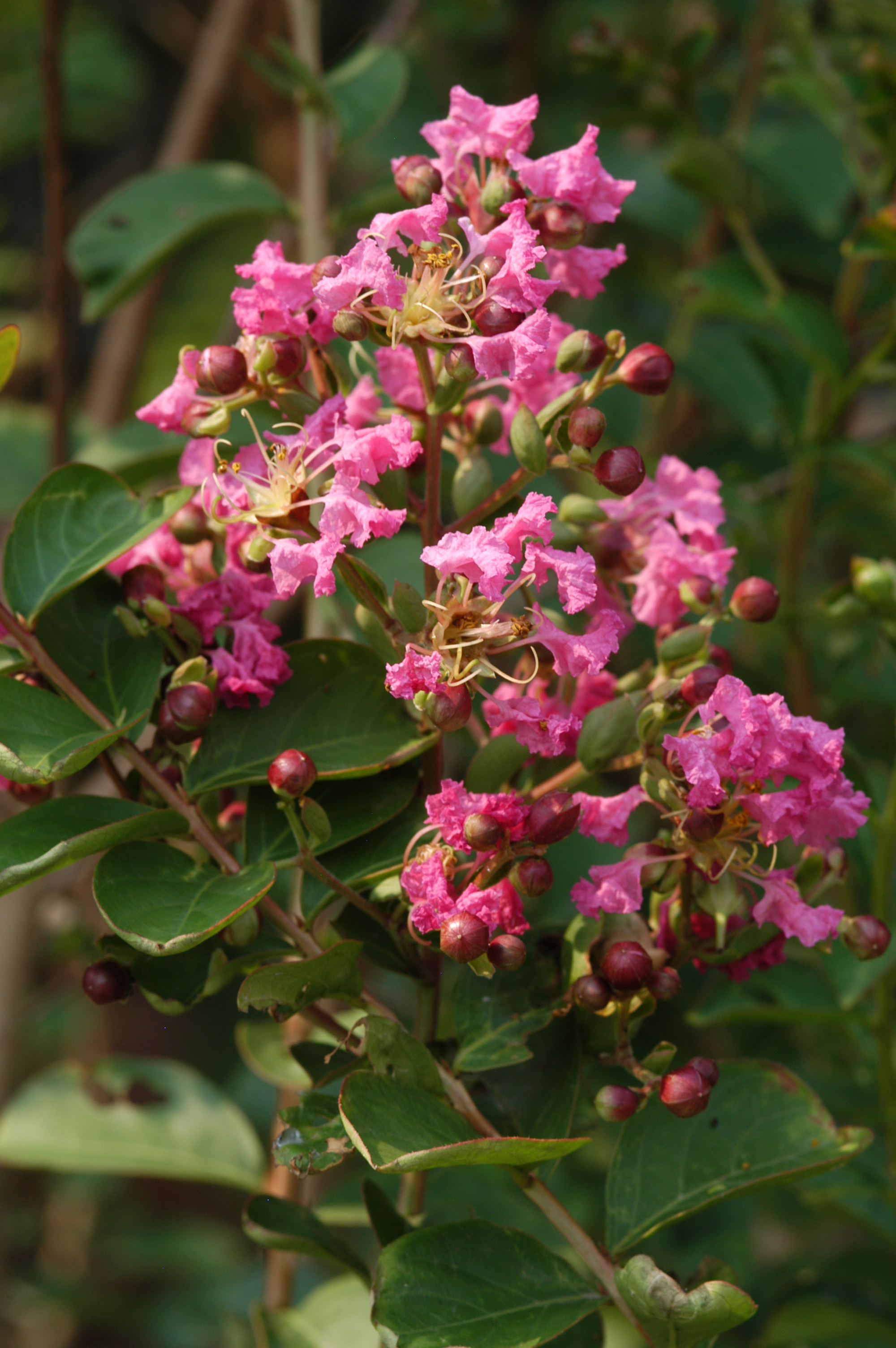
꽃
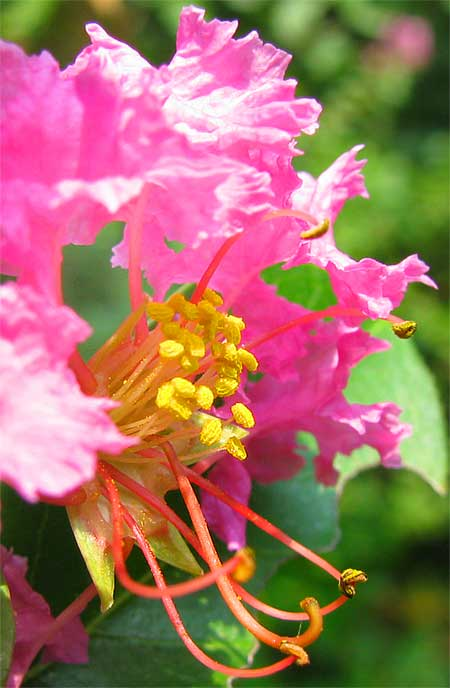
꽃 안 수술과 암술
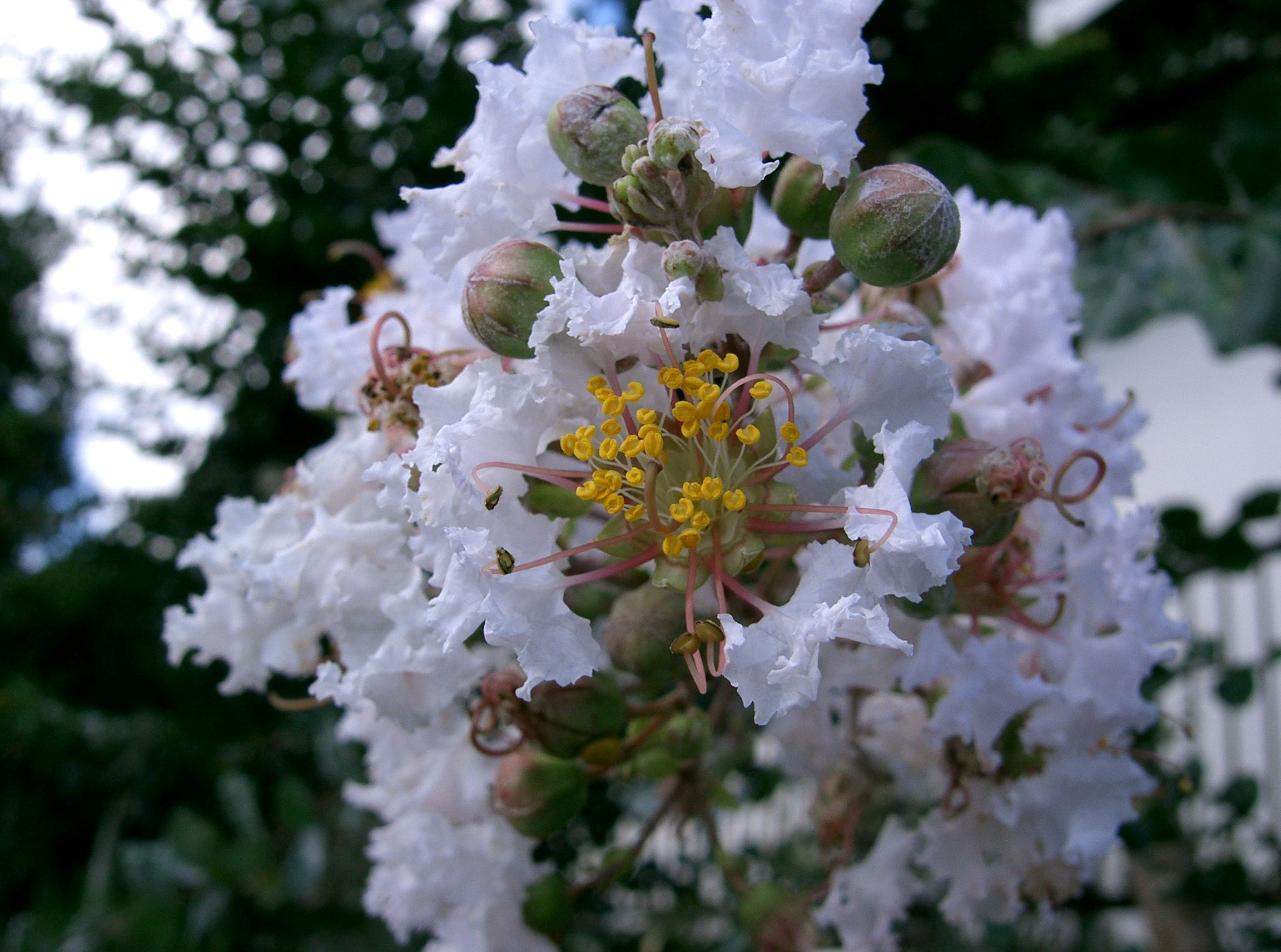
흰배롱나무(L. indica for. alba)의 꽃
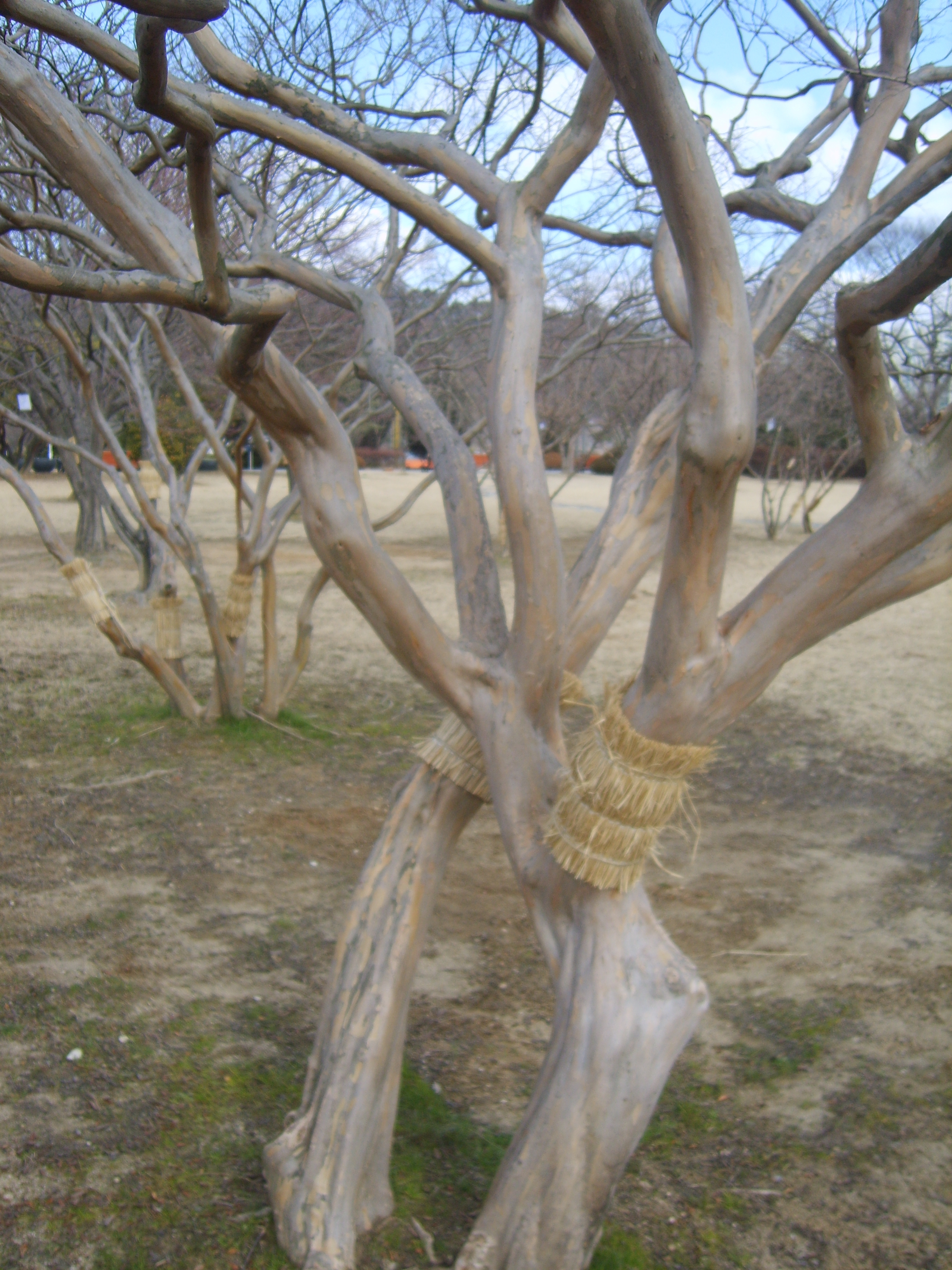
매끄러운 줄기
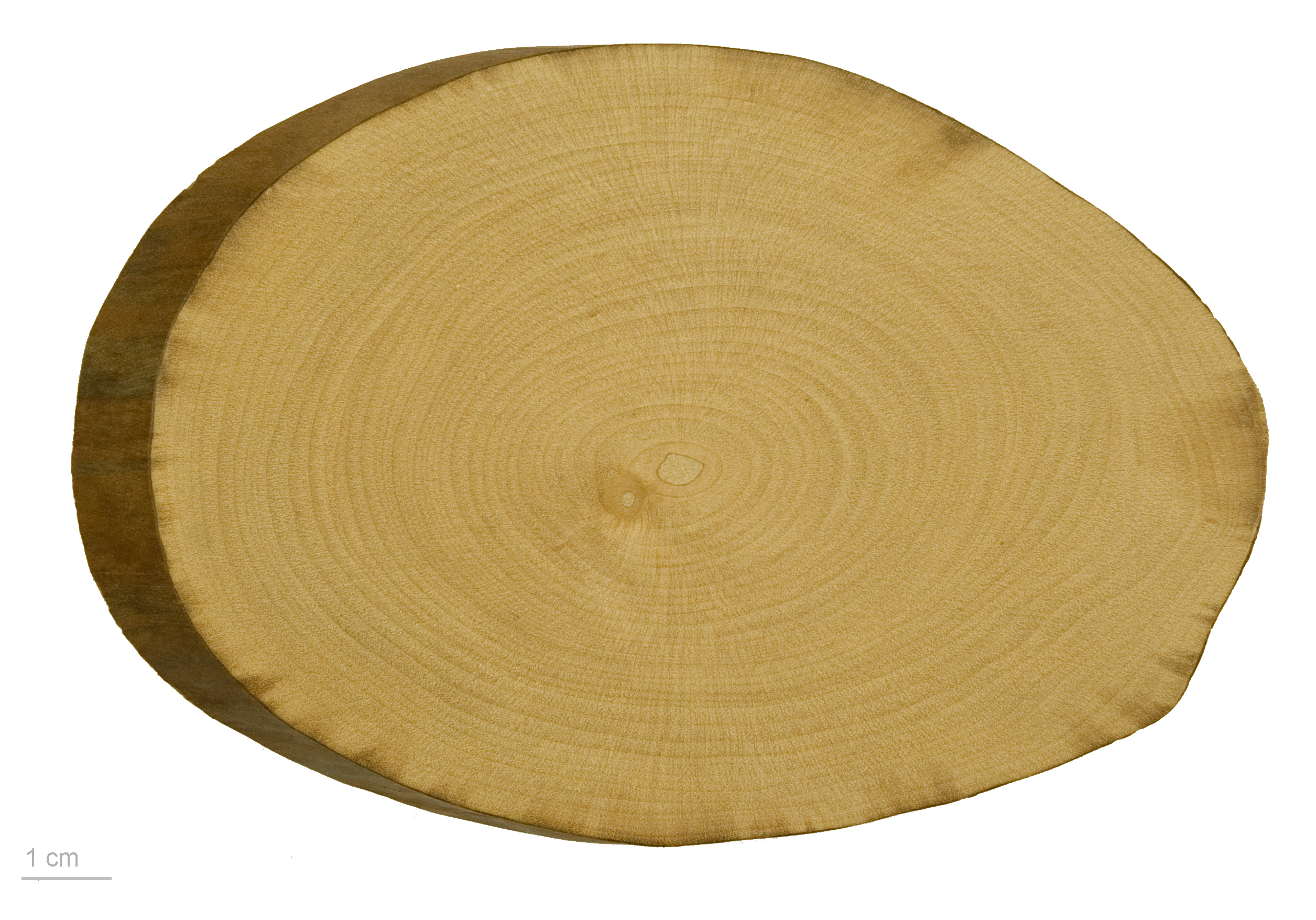
Lagerstroemia indica - Museum specimen
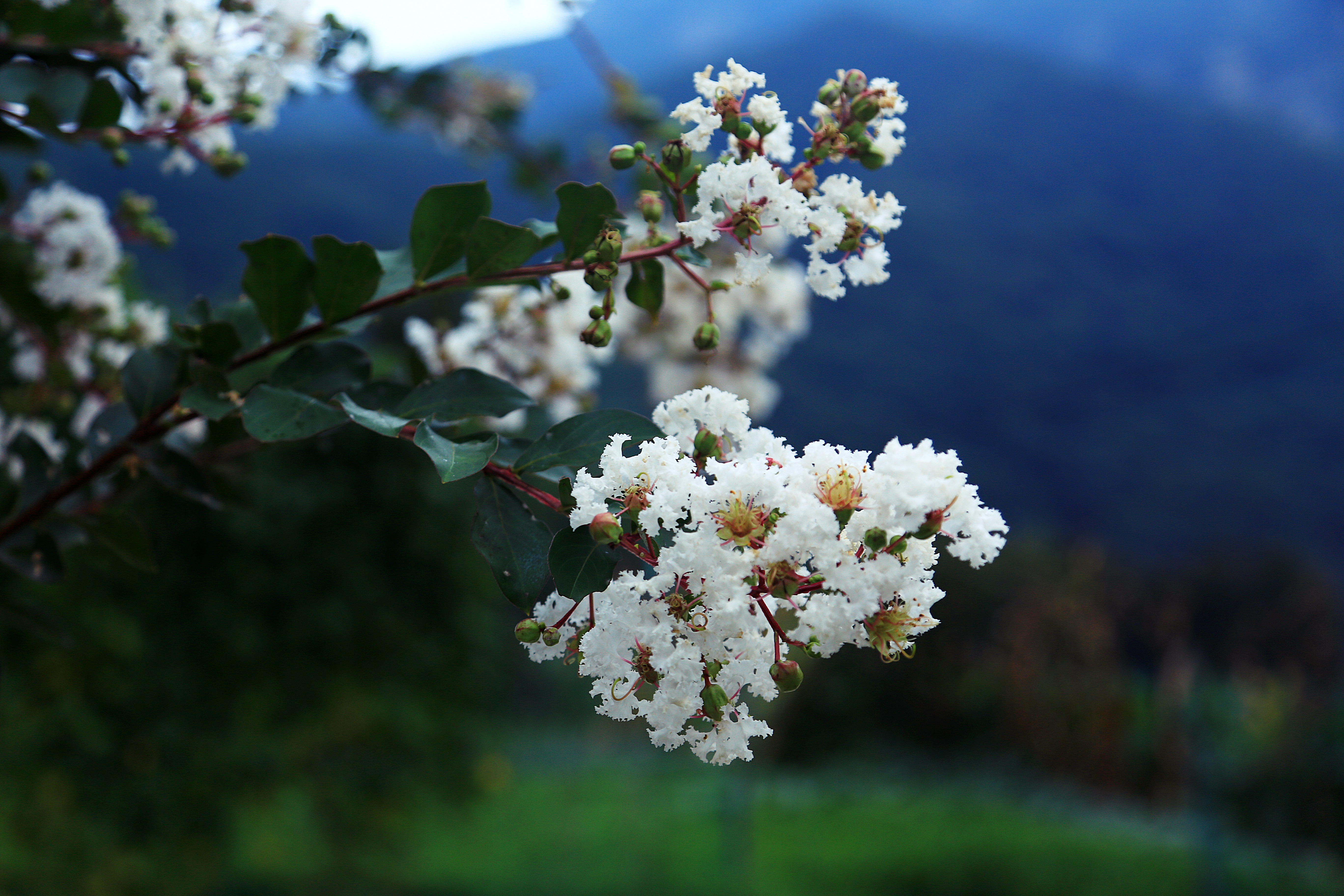
흰 배롱나무꽃 - 전북 완주군 운주면
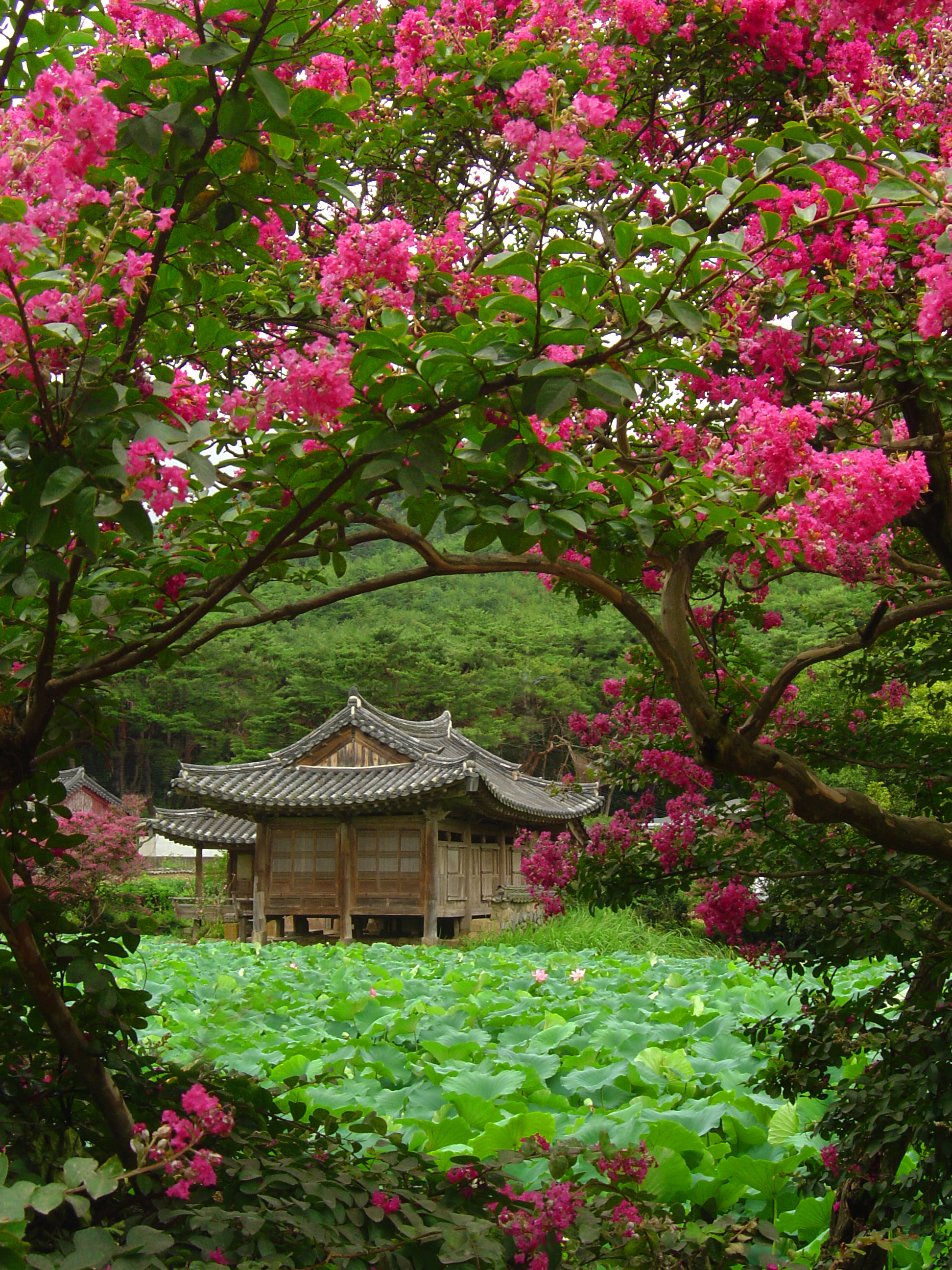
경주 서출지에서

## 문학 속의 배롱나무
| “ | 이름 모르는 새가 와서 울었다 배롱나무에서 울었다 배롱나무는 죽었지만 반짝였다… | ” |
|   | — 오규원.〈해가 지고 있었다〉,《두두》(문학과지성사, 2008)                     |   |

## 같이 보기
- 부산 양정동 배롱나무 - 천연기념물 제168호
- 창녕 사리 배롱나무군 - 경상남도 기념물 제149호
- 자미탄 붉은 백일홍이 핀 여울과 누정문화 - 광주역사문화자원 스토리텔링
- 배롱나무 꽃: 자미화(紫微花), 목백일홍 - 주간문경 2019년09월10일자